# Scissirostrum dubium
Scissirostrum dubium е вид птица от семейство Скорецови (Sturnidae), единствен представител на род Scissirostrum.

## Разпространение
Видът е разпространен в Индонезия.